# El rey de los gorilas
El rey de los gorilas es una película mexicana de 1977 dirigida por René Cardona Jr. Está protagonizada por Hugo Stiglitz, Peggy Bass, Edith González, Jorge Graham, Martin Espinosa y Aurelio Sparrow. La película se estrenó el 14 de julio de 1977.

## Sinopsis
En África, unos exploradores son atacados por una tribu pigmea. Sobrevive un niño que adopta y amamanta la chimpancé Kira. Luego se hace amigo de un niño llamado Notocú, sobreviviente de una tribu caníbal atacada por una leona, y con él aprende a comportarse como humano y a pescar. Al crecer se apodera de Eva (Peggy Bass), hija de un científico fallecido por piquete de mosca tsetse. Tienen un hijo, el cual captura un explorador que, sin embargo, lo libera al ver sufrir a los padres. Ellos aceptan enviarlo a estudiar a Inglaterra, pero el niño prefiere la selva.

## Reparto
- Hugo Stiglitz como Simio
- Peggy Bass como Eva
- Edith González como Betty
- Jorge Graham
- Martin Espinosa
- Aurelio Sparrow